# گدایان و انتخاب‌کنندگان
گدایان و انتخاب‌کنندگان (به انگلیسی: Beggars and Choosers) یک سریال کمدی-درام به کارگردانی پیتر لفکورت و برندون تاریکوف محصول سال ۱۹۹۹ کانادا و آمریکا است.
این سریال در سایت معتبر IMDb رتبهٔ ۸/۲ را به دست آورده‌است.

## بازیگران و شخصیت‌ها
- راب ملون (برایان کروین)
- لوری وُلپون (شارلوت راس)
- مالکوم لافی (تاک واتکینز)
- کلی کرامر (کریستینا هندریکس )
- سیسیل ملون (ایزابلا هافمن): همسر راب
- برد ادوایل (ویلیام مک‌نامارا)
- آدری ملون (کیگان کانور تریسی): دختر ۲۱ سالهٔ راب و سیسیل ملون
- پارکر مریدیان (پل پروونزا): دوست پسر آدری ملون
- اموری «ای. ال» لودین (بیل مارسیا)
- لیدیا «ال. ال» لودین (کارول کین): همسر اموری لودین
- کیسی لنوکس (شری سام)
- دان فالکو (بیوهانکز بریجز)
- وین (الکس زاهارا)

## جوایز و نامزدها
| سال  | جایزه                              | نتیجه | دسته‌بندی                             | دریافت کننده                        |
| ---- | ---------------------------------- | ----- | ------------------------------------ | ----------------------------------- |
| ۲۰۰۰ | جوایز هنری بازیگران جامعه آمریکایی | نامزد | بهترین بازیگری در تلویزیون، کمدی     | مارک هیرچفیلد، مگ لیبرمن، جوئل تورم |
| ۲۰۰۰ | جایزه امی ساعات پربیننده           | نامزد | بازیگر مهمان برجسته در یک سریال کمدی | کارل راینر                          |
| ۲۰۰۱ | جوایز کمدی کانادایی                | نامزد | تلویزیون- زیبا و خنده دار - سریال    | چارلز وینکلر                        |
| ۲۰۰۱ | جایزه رسانه‌ای گلد                  | نامزد | سریال تلویزیونی برجسته               | -                                   |